# Hołynczynci
Hołynczynci (ukr. Голинчинці, hist. pol. Gołączyńce Wielkie) – wieś na Ukrainie, w obwodzie winnickim, w rejonie szarogrodzkim. W 2001 liczyła 1070 mieszkańców, spośród których 1059 wskazało jako ojczysty język ukraiński, 10 rosyjski, a 1 inny.